# Sophie Hardy
Sophie Hardy (* 4. Oktober 1938 in Paris) ist eine französische Schauspielerin.

## Werdegang
Sie spielte 1964 eine kleine Rolle neben Gérard Barray in Triumph des Musketiers. In Deutschland hatte die blonde Französin nach ihrer Hauptrolle in Max Pécas Treibgut der Liebe (1964) Erfolge als Elise Penton in Alfred Vohrers Der Hexer (1964) und als Ann in Harald Reinls Winnetou III. Es folgte auf den Hexer eine weitere Edgar-Wallace-Adaptation: Das Geheimnis der weißen Nonne, wo sie als bedrängte Heldin Sophie neben Stewart Granger, Brigitte Horney, Siegfried Schürenberg und Eddi Arent agierte. Weitere Erfolge waren ihre Cynthia in Jesus Francos Karten auf den Tisch (1966) mit Eddie Constantine und die Titelrolle in Three Hats for Lisa (1966).
Trotz des immensen Erfolges wurde es ruhiger um Sophie Hardy. Nach Don Sharps A Taste of Excitement mit Eva Renzi und Paul Hubschmid aus dem Jahre 1969 folgten 1970 Georges Lautners Die Straße nach Salina und 1994 der TV-Film Jules. 2000 gelang Sophie Hardy ein Comeback als Großmutter von Aurélien Wiik im Episodenfilm Drogenszenen. Ihre Episode La Purée wurde von Claude Lelouchs Söhnen Seb und Simon Lelouch inszeniert.

## Filmografie

### Kinofilme
- 1960: Pitong gabi sa Paris
- 1962: La loi des hommes
- 1962: Un clair de lune à Maubeuge
- 1963: Eddie wieder colt-richtig (Des frissons partout)
- 1964: Der Triumph des Musketiers (Hardi! Pardaillan)
- 1964: L’étrange auto-stoppeuse
- 1964: Der Hexer
- 1964: Treibgut der Liebe (La baie du désir)
- 1964: Cruelle méprise
- 1965: Winnetou 3. Teil
- 1966: Karten auf den Tisch (Cartes sur la table)
- 1966: Drei Hüte für Lisa (Three hats for Lisa)
- 1966: Das Geheimnis der weißen Nonne (The Trygon Factor)
- 1970: Taste of Excitement
- 1970: Die Straße nach Salina (La Route de Salina)
- 2004: Casablanca Driver
- 2022: Masquerade – Ein teuflischer Coup (Mascarade)

### Fernsehen
- 1964: Kommissar Cabrol ermittelt (Les cinq dernières minutes, Folge: Fenêtre sur jardin)
- 1964: Les murs
- 1994: Jules
- 2000: Drogenszenen: La purée
- 2012: Plus belle la vie (5 Folgen)